# Майр, Джон
Джон Майр (англ. John Myhre; род. 1959) — американский художник-постановщик, работающий в Голливуде с конца 1980-х годов.
Он получил свою первую номинацию на премию «Оскар» за лучшую работу художника-постановщика в 1998 году за фильм Шекхара Капура «Елизавета», выведя его на передний план голливудских художников-постановщиков. Его работами также были «Люди Икс», «Али» и «Особняк с привидениями». Он также является частым сотрудником режиссёра Роба Маршалла, работая над фильмами «Чикаго», «Мемуары гейши», «Девять», «Пираты Карибского моря: На странных берегах» и «Мэри Поппинс возвращается», первые два из которых присудили ему премию «Оскар» за лучшую работу художника-постановщика.
Также была отмечена его работа в фильме Билла Кондона «Девушки мечты», выдвинутом в 2006 году на премию «Оскар» в номинации за лучшую работу художника-постановщика.

## Оскар
- 1998: Номинация за фильм «Елизавета»
- 2002: Победа за фильм «Чикаго»[1]
- 2005: Победа за фильм «Мемуары гейши»[2]
- 2006: Номинация за фильм «Девушки мечты»
- 2009: Номинирован за фильм «Девять»
- 2018: Номинация за фильм «Мэри Поппинс возвращается»